# Inussugaarsuk
Inussugaarsuk [iˌnusːuˈɣɑːsːuk] (nach alter Rechtschreibung Inugsugârssuk) ist eine wüst gefallene grönländische Siedlung im Distrikt Upernavik in der Avannaata Kommunia.

## Lage
Inussugaarsuk befindet sich am Ende einer sehr schmalen Landspitze im Norden der Insel Nutaarmiut, nicht zu verwechseln mit dem im selben Distrikt gelegenen Ort Nutaarmiut. In der Umgebung um Inussugaarsuk südlich am Ikeq (Upernavik Isfjord) liegt der Teil Archipels, der am dichtesten mit Inseln versehen ist. Auf der nördlich anschließenden Insel befindet sich knapp zwölf Kilometer nordnordwestlich Aappilattoq. Upernavik liegt 24 km westlich.

## Geschichte
Über Inussugaarsuk ist nichts bekannt. Es kann lediglich geschlossen werden, dass der Wohnplatz 1887 bereits existierte und dann zwischen 1901 und 1918 aufgegeben worden ist. Beschreibungen zum Ort finden sich nicht.